# U17-världsmästerskapet i fotboll 2019
U17-världsmästerskapet i fotboll 2019 var den 15:e upplagan av U17-världsmästerskapet (18:e ifall man räknar med då turneringen var U16). Turneringen spelades i Brasilien mellan den 26 oktober och 17 november. Mästerskapet vanns av Brasilien som i finalen besegrade Mexiko med 2–1, Frankrike blev bronsmedaljörer då man besegrade Nederländerna med 3–1 i match om tredjeplats.

## Kvalspel

### Kvalificerade nationer
- Angola
- Argentina
- Australien
- Brasilien (värdnation)
- Chile
- Ecuador
- Frankrike
- Haiti
- Italien
- Japan
- Kamerun
- Kanada
- Mexiko
- Nederländerna
- Nigeria
- Nya Zeeland
- Paraguay
- Salomonöarna
- Senegal
- Spanien
- Sydkorea
- Tadzjikistan
- Ungern
- USA

## Gruppspel

### Grupp A
| Nr | Lag         | S | V | O | F | GM | IM | MS | P |
| -- | ----------- | - | - | - | - | -- | -- | -- | - |
| 1  | Brasilien   | 3 | 3 | 0 | 0 | 9  | 1  | +8 | 9 |
| 2  | Angola      | 3 | 2 | 0 | 1 | 4  | 4  | 0  | 6 |
| 3  | Nya Zeeland | 3 | 1 | 0 | 2 | 2  | 5  | −3 | 3 |
| 4  | Kanada      | 3 | 0 | 0 | 3 | 2  | 7  | −5 | 0 |

| 1           | 26 oktober 2019 | Brasilien                                                         | 4 – 1           | Kanada                 | Bezerrão                                              |                                                       |
| 17:00 UTC−3 | 17:00 UTC−3     | João Peglow 17′, 46′ Kobe Franklin 45+1′ (sjm.) Gabriel Veron 56′ | (2 – 0) Rapport | 86′ Jacen Russell-Rowe | Gama Publik: 11 468 Domare: Srđan Jovanović (Serbien) | Gama Publik: 11 468 Domare: Srđan Jovanović (Serbien) |
| 17:00 UTC−3 | 17:00 UTC−3     |                                                                   |                 |                        | Gama Publik: 11 468 Domare: Srđan Jovanović (Serbien) | Gama Publik: 11 468 Domare: Srđan Jovanović (Serbien) |
| 17:00 UTC−3 | 17:00 UTC−3     |                                                                   |                 |                        | Gama Publik: 11 468 Domare: Srđan Jovanović (Serbien) | Gama Publik: 11 468 Domare: Srđan Jovanović (Serbien) |

| 2           | 26 oktober 2019 | Nya Zeeland         | 1 – 2           | Angola                                      | Bezerrão                                |                                         |
| 20:00 UTC−3 | 20:00 UTC−3     | Matthew Garbett 54′ | (0 – 1) Rapport | 6′ Ambrosini Salvador 60′ (sjm.) Harry Bark | Gama Publik: 553 Domare: Ma Ning (Kina) | Gama Publik: 553 Domare: Ma Ning (Kina) |
| 20:00 UTC−3 | 20:00 UTC−3     |                     |                 |                                             | Gama Publik: 553 Domare: Ma Ning (Kina) | Gama Publik: 553 Domare: Ma Ning (Kina) |
| 20:00 UTC−3 | 20:00 UTC−3     |                     |                 |                                             | Gama Publik: 553 Domare: Ma Ning (Kina) | Gama Publik: 553 Domare: Ma Ning (Kina) |

| 14          | 29 oktober 2019 | Angola                                    | 2 – 1           | Kanada                 | Bezerrão                                               |                                                        |
| 17:00 UTC−3 | 17:00 UTC−3     | Ambrosini Salvador 31′ David Nzanza 90+4′ | (1 – 0) Rapport | 49′ Jacen Russell-Rowe | Gama Publik: 1 232 Domare: Claudia Umpiérrez (Uruguay) | Gama Publik: 1 232 Domare: Claudia Umpiérrez (Uruguay) |
| 17:00 UTC−3 | 17:00 UTC−3     |                                           |                 |                        | Gama Publik: 1 232 Domare: Claudia Umpiérrez (Uruguay) | Gama Publik: 1 232 Domare: Claudia Umpiérrez (Uruguay) |
| 17:00 UTC−3 | 17:00 UTC−3     |                                           |                 |                        | Gama Publik: 1 232 Domare: Claudia Umpiérrez (Uruguay) | Gama Publik: 1 232 Domare: Claudia Umpiérrez (Uruguay) |

| 13          | 29 oktober 2019 | Brasilien                                              | 3 – 0           | Nya Zeeland | Bezerrão                                                           |                                                                    |
| 20:00 UTC−3 | 20:00 UTC−3     | Kaio Jorge 20′ Talles Magno 81′ Diego Silva Rosa 90+1′ | (1 – 0) Rapport |             | Gama Publik: 14 158 Domare: Mario Alberto Escobar Toca (Guatemala) | Gama Publik: 14 158 Domare: Mario Alberto Escobar Toca (Guatemala) |
| 20:00 UTC−3 | 20:00 UTC−3     |                                                        |                 |             | Gama Publik: 14 158 Domare: Mario Alberto Escobar Toca (Guatemala) | Gama Publik: 14 158 Domare: Mario Alberto Escobar Toca (Guatemala) |
| 20:00 UTC−3 | 20:00 UTC−3     |                                                        |                 |             | Gama Publik: 14 158 Domare: Mario Alberto Escobar Toca (Guatemala) | Gama Publik: 14 158 Domare: Mario Alberto Escobar Toca (Guatemala) |

| 25          | 1 november 2019 | Angola | 0 – 2           | Brasilien                          | Estádio Olímpico                                       |                                                        |
| 20:00 UTC−3 | 20:00 UTC−3     |        | (0 – 0) Rapport | 68′ Talles Magno 77′ Gabriel Veron | Goiânia Publik: 8 203 Domare: Andreas Ekberg (Sverige) | Goiânia Publik: 8 203 Domare: Andreas Ekberg (Sverige) |
| 20:00 UTC−3 | 20:00 UTC−3     |        |                 |                                    | Goiânia Publik: 8 203 Domare: Andreas Ekberg (Sverige) | Goiânia Publik: 8 203 Domare: Andreas Ekberg (Sverige) |
| 20:00 UTC−3 | 20:00 UTC−3     |        |                 |                                    | Goiânia Publik: 8 203 Domare: Andreas Ekberg (Sverige) | Goiânia Publik: 8 203 Domare: Andreas Ekberg (Sverige) |

| 26          | 1 november 2019 | Kanada | 0 – 1           | Nya Zeeland         | Bezerrão                                                  |                                                           |
| 20:00 UTC−3 | 20:00 UTC−3     |        | (0 – 1) Rapport | 27′ Matthew Garbett | Gama Publik: 1 154 Domare: Mario Díaz de Vivar (Paraguay) | Gama Publik: 1 154 Domare: Mario Díaz de Vivar (Paraguay) |
| 20:00 UTC−3 | 20:00 UTC−3     |        |                 |                     | Gama Publik: 1 154 Domare: Mario Díaz de Vivar (Paraguay) | Gama Publik: 1 154 Domare: Mario Díaz de Vivar (Paraguay) |
| 20:00 UTC−3 | 20:00 UTC−3     |        |                 |                     | Gama Publik: 1 154 Domare: Mario Díaz de Vivar (Paraguay) | Gama Publik: 1 154 Domare: Mario Díaz de Vivar (Paraguay) |

### Grupp B
| Nr | Lag        | S | V | O | F | GM | IM | MS | P |
| -- | ---------- | - | - | - | - | -- | -- | -- | - |
| 1  | Nigeria    | 3 | 2 | 0 | 1 | 8  | 6  | +2 | 6 |
| 2  | Ecuador    | 3 | 2 | 0 | 1 | 7  | 6  | +1 | 6 |
| 3  | Australien | 3 | 1 | 0 | 2 | 5  | 5  | 0  | 3 |
| 4  | Ungern     | 3 | 0 | 0 | 3 | 6  | 9  | −3 | 0 |

| 3           | 26 oktober 2019 | Nigeria                                                                    | 4 – 2           | Ungern                              | Estádio Olímpico                              |                                               |
| 17:00 UTC−3 | 17:00 UTC−3     | Samson Tijani 20′ (str.), 85′ Usman Ibrahim 79′ Oluwatimilehin Adeniyi 81′ | (1 – 2) Rapport | 3′ György Komáromi 28′ Sámuel Major | Goiânia Publik: 944 Domare: Diego Haro (Peru) | Goiânia Publik: 944 Domare: Diego Haro (Peru) |
| 17:00 UTC−3 | 17:00 UTC−3     |                                                                            |                 |                                     | Goiânia Publik: 944 Domare: Diego Haro (Peru) | Goiânia Publik: 944 Domare: Diego Haro (Peru) |
| 17:00 UTC−3 | 17:00 UTC−3     |                                                                            |                 |                                     | Goiânia Publik: 944 Domare: Diego Haro (Peru) | Goiânia Publik: 944 Domare: Diego Haro (Peru) |

| 4           | 26 oktober 2019 | Ecuador                                 | 2 – 1           | Australien     | Estádio Olímpico                                     |                                                      |
| 20:00 UTC−3 | 20:00 UTC−3     | Erick Plúas 4′ Anton Mlinaric 9′ (sjm.) | (2 – 0) Rapport | 90′ Noah Botic | Goiânia Publik: 337 Domare: Andreas Ekberg (Sverige) | Goiânia Publik: 337 Domare: Andreas Ekberg (Sverige) |
| 20:00 UTC−3 | 20:00 UTC−3     |                                         |                 |                | Goiânia Publik: 337 Domare: Andreas Ekberg (Sverige) | Goiânia Publik: 337 Domare: Andreas Ekberg (Sverige) |
| 20:00 UTC−3 | 20:00 UTC−3     |                                         |                 |                | Goiânia Publik: 337 Domare: Andreas Ekberg (Sverige) | Goiânia Publik: 337 Domare: Andreas Ekberg (Sverige) |

| 15          | 29 oktober 2019 | Nigeria                   | 3 – 2           | Ecuador                                  | Estádio Olímpico                                    |                                                     |
| 17:00 UTC−3 | 17:00 UTC−3     | Ibrahim Said 5′, 85′, 89′ | (1 – 1) Rapport | 10′ (sjm.) Daniel Jinadu 56′ (str.) Mina | Goiânia Publik: 311 Domare: Khamis Al-Marri (Qatar) | Goiânia Publik: 311 Domare: Khamis Al-Marri (Qatar) |
| 17:00 UTC−3 | 17:00 UTC−3     |                           |                 |                                          | Goiânia Publik: 311 Domare: Khamis Al-Marri (Qatar) | Goiânia Publik: 311 Domare: Khamis Al-Marri (Qatar) |
| 17:00 UTC−3 | 17:00 UTC−3     |                           |                 |                                          | Goiânia Publik: 311 Domare: Khamis Al-Marri (Qatar) | Goiânia Publik: 311 Domare: Khamis Al-Marri (Qatar) |

| 16          | 29 oktober 2019 | Australien                            | 2 – 2           | Ungern                                    | Estádio Olímpico                                      |                                                       |
| 20:00 UTC−3 | 20:00 UTC−3     | Noah Botic 69′ (str.) Caleb Watts 74′ | (0 – 2) Rapport | 14′ Péter Baráth 20′ (str.) Ákos Zuigeber | Goiânia Publik: 233 Domare: Amin Mohamed Omar (Qatar) | Goiânia Publik: 233 Domare: Amin Mohamed Omar (Qatar) |
| 20:00 UTC−3 | 20:00 UTC−3     |                                       |                 |                                           | Goiânia Publik: 233 Domare: Amin Mohamed Omar (Qatar) | Goiânia Publik: 233 Domare: Amin Mohamed Omar (Qatar) |
| 20:00 UTC−3 | 20:00 UTC−3     |                                       |                 |                                           | Goiânia Publik: 233 Domare: Amin Mohamed Omar (Qatar) | Goiânia Publik: 233 Domare: Amin Mohamed Omar (Qatar) |

| 27          | 1 november 2019 | Australien                 | 2 – 1           | Nigeria           | Bezerrão                                          |                                                   |
| 17:00 UTC−3 | 17:00 UTC−3     | Noah Botic 13′, 54′ (str.) | (1 – 1) Rapport | 21′ Peter Olawale | Gama Publik: 851 Domare: István Kovács (Rumänien) | Gama Publik: 851 Domare: István Kovács (Rumänien) |
| 17:00 UTC−3 | 17:00 UTC−3     |                            |                 |                   | Gama Publik: 851 Domare: István Kovács (Rumänien) | Gama Publik: 851 Domare: István Kovács (Rumänien) |
| 17:00 UTC−3 | 17:00 UTC−3     |                            |                 |                   | Gama Publik: 851 Domare: István Kovács (Rumänien) | Gama Publik: 851 Domare: István Kovács (Rumänien) |

| 28          | 1 november 2019 | Ungern                 | 2 – 3           | Ecuador                                        | Estádio Olímpico                           |                                            |
| 17:00 UTC−3 | 17:00 UTC−3     | András Németh 50′, 73′ | (0 – 0) Rapport | 66′ Pedro Vite 68′ John Mercado 86′ Johan Mina | Goiânia Publik: 890 Domare: Ma Ning (Kina) | Goiânia Publik: 890 Domare: Ma Ning (Kina) |
| 17:00 UTC−3 | 17:00 UTC−3     |                        |                 |                                                | Goiânia Publik: 890 Domare: Ma Ning (Kina) | Goiânia Publik: 890 Domare: Ma Ning (Kina) |
| 17:00 UTC−3 | 17:00 UTC−3     |                        |                 |                                                | Goiânia Publik: 890 Domare: Ma Ning (Kina) | Goiânia Publik: 890 Domare: Ma Ning (Kina) |

### Grupp C
| Nr | Lag       | S | V | O | F | GM | IM | MS | P |
| -- | --------- | - | - | - | - | -- | -- | -- | - |
| 1  | Frankrike | 3 | 3 | 0 | 0 | 7  | 1  | +6 | 9 |
| 2  | Sydkorea  | 3 | 2 | 0 | 1 | 5  | 5  | 0  | 6 |
| 3  | Chile     | 3 | 1 | 0 | 2 | 5  | 6  | −1 | 3 |
| 4  | Haiti     | 3 | 0 | 0 | 3 | 3  | 8  | −5 | 0 |

| 6           | 27 oktober 2019 | Frankrike                                  | 2 – 0           | Chile | Estádio da Serrinha                                     |                                                         |
| 17:00 UTC−3 | 17:00 UTC−3     | Lucien Agoumé 63′ (str.) Isaac Lihadji 64′ | (0 – 0) Rapport |       | Goiânia Publik: 1 469 Domare: Iván Barton (El Salvador) | Goiânia Publik: 1 469 Domare: Iván Barton (El Salvador) |
| 17:00 UTC−3 | 17:00 UTC−3     |                                            |                 |       | Goiânia Publik: 1 469 Domare: Iván Barton (El Salvador) | Goiânia Publik: 1 469 Domare: Iván Barton (El Salvador) |
| 17:00 UTC−3 | 17:00 UTC−3     |                                            |                 |       | Goiânia Publik: 1 469 Domare: Iván Barton (El Salvador) | Goiânia Publik: 1 469 Domare: Iván Barton (El Salvador) |

| 5           | 27 oktober 2019 | Sydkorea                         | 2 – 1           | Haiti           | Estádio da Serrinha                                    |                                                        |
| 20:00 UTC−3 | 20:00 UTC−3     | Eom Ji-sung 26′ Choi Min-seo 41′ | (2 – 0) Rapport | 88′ Carl Sainte | Goiânia Publik: 1 433 Domare: Victor Gomes (Sydafrika) | Goiânia Publik: 1 433 Domare: Victor Gomes (Sydafrika) |
| 20:00 UTC−3 | 20:00 UTC−3     |                                  |                 |                 | Goiânia Publik: 1 433 Domare: Victor Gomes (Sydafrika) | Goiânia Publik: 1 433 Domare: Victor Gomes (Sydafrika) |
| 20:00 UTC−3 | 20:00 UTC−3     |                                  |                 |                 | Goiânia Publik: 1 433 Domare: Victor Gomes (Sydafrika) | Goiânia Publik: 1 433 Domare: Victor Gomes (Sydafrika) |

| 17          | 30 oktober 2019 | Sydkorea           | 1 – 3           | Frankrike                                                    | Estádio da Serrinha                                  |                                                      |
| 17:00 UTC−3 | 17:00 UTC−3     | Jeong Sang-bin 89′ | (0 – 2) Rapport | 17′ Arnaud Kalimuendo 42′ Timothée Pembele 78′ Isaac Lihadji | Goiânia Publik: 696 Domare: Adonai Escobedo (Mexiko) | Goiânia Publik: 696 Domare: Adonai Escobedo (Mexiko) |
| 17:00 UTC−3 | 17:00 UTC−3     |                    |                 |                                                              | Goiânia Publik: 696 Domare: Adonai Escobedo (Mexiko) | Goiânia Publik: 696 Domare: Adonai Escobedo (Mexiko) |
| 17:00 UTC−3 | 17:00 UTC−3     |                    |                 |                                                              | Goiânia Publik: 696 Domare: Adonai Escobedo (Mexiko) | Goiânia Publik: 696 Domare: Adonai Escobedo (Mexiko) |

| 18          | 30 oktober 2019 | Chile                                                                      | 4 – 2           | Haiti                                          | Estádio da Serrinha                                     |                                                         |
| 20:00 UTC−3 | 20:00 UTC−3     | Luis Rojas 11′ Woodbens Ceneus 45′ (sjm.) Gonzalo Tapia 52′ David Tati 89′ | (2 – 1) Rapport | 37′ (str.) Samuel Jeanty 55′ Kervens Jolicoeur | Goiânia Publik: 759 Domare: Andris Treimanis (Lettland) | Goiânia Publik: 759 Domare: Andris Treimanis (Lettland) |
| 20:00 UTC−3 | 20:00 UTC−3     |                                                                            |                 |                                                | Goiânia Publik: 759 Domare: Andris Treimanis (Lettland) | Goiânia Publik: 759 Domare: Andris Treimanis (Lettland) |
| 20:00 UTC−3 | 20:00 UTC−3     |                                                                            |                 |                                                | Goiânia Publik: 759 Domare: Andris Treimanis (Lettland) | Goiânia Publik: 759 Domare: Andris Treimanis (Lettland) |

| 29          | 2 november 2019 | Chile              | 1 – 2           | Sydkorea                             | Estádio Kléber Andrade                                     |                                                            |
| 17:00 UTC−3 | 17:00 UTC−3     | Alexander Oroz 41′ | (1 – 2) Rapport | 1′ Paik Sang-hoon 30′ Hong Sung-wook | Cariacica Publik: 4 686 Domare: Georgi Kabakov (Bulgarien) | Cariacica Publik: 4 686 Domare: Georgi Kabakov (Bulgarien) |
| 17:00 UTC−3 | 17:00 UTC−3     |                    |                 |                                      | Cariacica Publik: 4 686 Domare: Georgi Kabakov (Bulgarien) | Cariacica Publik: 4 686 Domare: Georgi Kabakov (Bulgarien) |
| 17:00 UTC−3 | 17:00 UTC−3     |                    |                 |                                      | Cariacica Publik: 4 686 Domare: Georgi Kabakov (Bulgarien) | Cariacica Publik: 4 686 Domare: Georgi Kabakov (Bulgarien) |

| 30          | 2 november 2019 | Haiti | 0 – 2           | Frankrike                        | Estádio da Serrinha                                      |                                                          |
| 17:00 UTC−3 | 17:00 UTC−3     |       | (0 – 0) Rapport | 78′ (str.), 79′ Georginio Rutter | Goiânia Publik: 1 016 Domare: Nick Waldron (Nya Zeeland) | Goiânia Publik: 1 016 Domare: Nick Waldron (Nya Zeeland) |
| 17:00 UTC−3 | 17:00 UTC−3     |       |                 |                                  | Goiânia Publik: 1 016 Domare: Nick Waldron (Nya Zeeland) | Goiânia Publik: 1 016 Domare: Nick Waldron (Nya Zeeland) |
| 17:00 UTC−3 | 17:00 UTC−3     |       |                 |                                  | Goiânia Publik: 1 016 Domare: Nick Waldron (Nya Zeeland) | Goiânia Publik: 1 016 Domare: Nick Waldron (Nya Zeeland) |

### Grupp D
| Nr | Lag           | S | V | O | F | GM | IM | MS | P |
| -- | ------------- | - | - | - | - | -- | -- | -- | - |
| 1  | Japan         | 3 | 2 | 1 | 0 | 4  | 0  | +4 | 7 |
| 2  | Senegal       | 3 | 2 | 0 | 1 | 7  | 3  | +4 | 6 |
| 3  | Nederländerna | 3 | 1 | 0 | 2 | 5  | 6  | −1 | 3 |
| 4  | USA           | 3 | 0 | 1 | 2 | 1  | 8  | −7 | 1 |

| 7           | 27 oktober 2019 | USA               | 1 – 4           | Senegal                                                                  | Estádio Kléber Andrade                                   |                                                          |
| 17:00 UTC−3 | 17:00 UTC−3     | Gianluca Busio 3′ | (1 – 1) Rapport | 45+3′ Souleymane Faye 72′ Aliou Balde 76′ Amete Faye 88′ Pape Matar Sarr | Cariacica Publik: 4 266 Domare: István Kovács (Rumänien) | Cariacica Publik: 4 266 Domare: István Kovács (Rumänien) |
| 17:00 UTC−3 | 17:00 UTC−3     |                   |                 |                                                                          | Cariacica Publik: 4 266 Domare: István Kovács (Rumänien) | Cariacica Publik: 4 266 Domare: István Kovács (Rumänien) |
| 17:00 UTC−3 | 17:00 UTC−3     |                   |                 |                                                                          | Cariacica Publik: 4 266 Domare: István Kovács (Rumänien) | Cariacica Publik: 4 266 Domare: István Kovács (Rumänien) |

| 8           | 27 oktober 2019 | Japan                                              | 3 – 0           | Nederländerna | Estádio Kléber Andrade                                         |                                                                |
| 20:00 UTC−3 | 20:00 UTC−3     | Yamato Wakatsuki 36′, 69′ Jun Nishikawa 77′ (str.) | (1 – 0) Rapport |               | Cariacica Publik: 5 125 Domare: Mario Díaz de Vivar (Paraguay) | Cariacica Publik: 5 125 Domare: Mario Díaz de Vivar (Paraguay) |
| 20:00 UTC−3 | 20:00 UTC−3     |                                                    |                 |               | Cariacica Publik: 5 125 Domare: Mario Díaz de Vivar (Paraguay) | Cariacica Publik: 5 125 Domare: Mario Díaz de Vivar (Paraguay) |
| 20:00 UTC−3 | 20:00 UTC−3     |                                                    |                 |               | Cariacica Publik: 5 125 Domare: Mario Díaz de Vivar (Paraguay) | Cariacica Publik: 5 125 Domare: Mario Díaz de Vivar (Paraguay) |

| 20          | 30 oktober 2019 | Nederländerna      | 1 – 3           | Senegal                                           | Estádio Kléber Andrade                                  |                                                         |
| 17:00 UTC−3 | 17:00 UTC−3     | Naoufal Bannis 10′ | (1 – 0) Rapport | 46′, 87′ (str.) Pape Matar Sarr 90+5′ Aliou Balde | Cariacica Publik: 2 492 Domare: Andrés Rojas (Colombia) | Cariacica Publik: 2 492 Domare: Andrés Rojas (Colombia) |
| 17:00 UTC−3 | 17:00 UTC−3     |                    |                 |                                                   | Cariacica Publik: 2 492 Domare: Andrés Rojas (Colombia) | Cariacica Publik: 2 492 Domare: Andrés Rojas (Colombia) |
| 17:00 UTC−3 | 17:00 UTC−3     |                    |                 |                                                   | Cariacica Publik: 2 492 Domare: Andrés Rojas (Colombia) | Cariacica Publik: 2 492 Domare: Andrés Rojas (Colombia) |

| 19          | 30 oktober 2019 | USA | 0 – 0   | Japan | Estádio Kléber Andrade                                       |                                                              |
| 20:00 UTC−3 | 20:00 UTC−3     |     | Rapport |       | Cariacica Publik: 3 878 Domare: Guillermo Guerrero (Ecuador) | Cariacica Publik: 3 878 Domare: Guillermo Guerrero (Ecuador) |
| 20:00 UTC−3 | 20:00 UTC−3     |     |         |       | Cariacica Publik: 3 878 Domare: Guillermo Guerrero (Ecuador) | Cariacica Publik: 3 878 Domare: Guillermo Guerrero (Ecuador) |
| 20:00 UTC−3 | 20:00 UTC−3     |     |         |       | Cariacica Publik: 3 878 Domare: Guillermo Guerrero (Ecuador) | Cariacica Publik: 3 878 Domare: Guillermo Guerrero (Ecuador) |

| 31          | 2 november 2019 | Nederländerna                                                | 4 – 0           | USA | Estádio da Serrinha                                       |                                                           |
| 20:00 UTC−3 | 20:00 UTC−3     | Sontje Hansen 42′, 51′ Mohamed Taabouni 70′ Jayden Braaf 86′ | (1 – 0) Rapport |     | Goiânia Publik: 1 305 Domare: Amin Mohamed Omar (Egypten) | Goiânia Publik: 1 305 Domare: Amin Mohamed Omar (Egypten) |
| 20:00 UTC−3 | 20:00 UTC−3     |                                                              |                 |     | Goiânia Publik: 1 305 Domare: Amin Mohamed Omar (Egypten) | Goiânia Publik: 1 305 Domare: Amin Mohamed Omar (Egypten) |
| 20:00 UTC−3 | 20:00 UTC−3     |                                                              |                 |     | Goiânia Publik: 1 305 Domare: Amin Mohamed Omar (Egypten) | Goiânia Publik: 1 305 Domare: Amin Mohamed Omar (Egypten) |

| 32          | 2 november 2019 | Senegal | 0 – 1           | Japan             | Estádio Kléber Andrade                                      |                                                             |
| 20:00 UTC−3 | 20:00 UTC−3     |         | (0 – 0) Rapport | 83′ Jun Nishikawa | Cariacica Publik: 5 984 Domare: Claudia Umpiérrez (Uruguay) | Cariacica Publik: 5 984 Domare: Claudia Umpiérrez (Uruguay) |
| 20:00 UTC−3 | 20:00 UTC−3     |         |                 |                   | Cariacica Publik: 5 984 Domare: Claudia Umpiérrez (Uruguay) | Cariacica Publik: 5 984 Domare: Claudia Umpiérrez (Uruguay) |
| 20:00 UTC−3 | 20:00 UTC−3     |         |                 |                   | Cariacica Publik: 5 984 Domare: Claudia Umpiérrez (Uruguay) | Cariacica Publik: 5 984 Domare: Claudia Umpiérrez (Uruguay) |

### Grupp E
| Nr | Lag          | S | V | O | F | GM | IM | MS | P |
| -- | ------------ | - | - | - | - | -- | -- | -- | - |
| 1  | Spanien      | 3 | 2 | 1 | 0 | 7  | 1  | +6 | 7 |
| 2  | Argentina    | 3 | 2 | 1 | 0 | 6  | 2  | +4 | 7 |
| 3  | Tadzjikistan | 3 | 1 | 0 | 2 | 3  | 8  | −5 | 3 |
| 4  | Kamerun      | 3 | 0 | 0 | 3 | 1  | 6  | −5 | 0 |

| 9           | 28 oktober 2019 | Spanien | 0 – 0   | Argentina | Estádio Kléber Andrade                                   |                                                          |
| 17:00 UTC−3 | 17:00 UTC−3     |         | Rapport |           | Cariacica Publik: 6 845 Domare: Chris Beath (Australien) | Cariacica Publik: 6 845 Domare: Chris Beath (Australien) |
| 17:00 UTC−3 | 17:00 UTC−3     |         |         |           | Cariacica Publik: 6 845 Domare: Chris Beath (Australien) | Cariacica Publik: 6 845 Domare: Chris Beath (Australien) |
| 17:00 UTC−3 | 17:00 UTC−3     |         |         |           | Cariacica Publik: 6 845 Domare: Chris Beath (Australien) | Cariacica Publik: 6 845 Domare: Chris Beath (Australien) |

| 10          | 28 oktober 2019 | Tadzjikistan                  | 1 – 0           | Kamerun | Estádio Kléber Andrade                                     |                                                            |
| 20:00 UTC−3 | 20:00 UTC−3     | Sharifbek Rahmatov 51′ (str.) | (0 – 0) Rapport |         | Cariacica Publik: 5 934 Domare: Nick Waldron (Nya Zeeland) | Cariacica Publik: 5 934 Domare: Nick Waldron (Nya Zeeland) |
| 20:00 UTC−3 | 20:00 UTC−3     |                               |                 |         | Cariacica Publik: 5 934 Domare: Nick Waldron (Nya Zeeland) | Cariacica Publik: 5 934 Domare: Nick Waldron (Nya Zeeland) |
| 20:00 UTC−3 | 20:00 UTC−3     |                               |                 |         | Cariacica Publik: 5 934 Domare: Nick Waldron (Nya Zeeland) | Cariacica Publik: 5 934 Domare: Nick Waldron (Nya Zeeland) |

| 21          | 31 oktober 2019 | Spanien                                                                         | 5 – 1           | Tadzjikistan               | Estádio Kléber Andrade                                    |                                                           |
| 17:00 UTC−3 | 17:00 UTC−3     | Germán Valera 4′ Roberto Navarro 20′, 64′ Pablo Moreno 35′ David Larrubia 45+1′ | (4 – 1) Rapport | 37′ (sjm.) Álvaro Carrillo | Cariacica Publik: 1 589 Domare: Iván Barton (El Salvador) | Cariacica Publik: 1 589 Domare: Iván Barton (El Salvador) |
| 17:00 UTC−3 | 17:00 UTC−3     |                                                                                 |                 |                            | Cariacica Publik: 1 589 Domare: Iván Barton (El Salvador) | Cariacica Publik: 1 589 Domare: Iván Barton (El Salvador) |
| 17:00 UTC−3 | 17:00 UTC−3     |                                                                                 |                 |                            | Cariacica Publik: 1 589 Domare: Iván Barton (El Salvador) | Cariacica Publik: 1 589 Domare: Iván Barton (El Salvador) |

| 22          | 31 oktober 2019 | Kamerun           | 1 – 3           | Argentina                                                     | Estádio Kléber Andrade                                    |                                                           |
| 20:00 UTC−3 | 20:00 UTC−3     | François Bere 10′ | (1 – 0) Rapport | 58′ Alexis Flores 63′ Juan Pablo Krilanovich 88′ Matías Godoy | Cariacica Publik: 3 521 Domare: Srđan Jovanović (Serbien) | Cariacica Publik: 3 521 Domare: Srđan Jovanović (Serbien) |
| 20:00 UTC−3 | 20:00 UTC−3     |                   |                 |                                                               | Cariacica Publik: 3 521 Domare: Srđan Jovanović (Serbien) | Cariacica Publik: 3 521 Domare: Srđan Jovanović (Serbien) |
| 20:00 UTC−3 | 20:00 UTC−3     |                   |                 |                                                               | Cariacica Publik: 3 521 Domare: Srđan Jovanović (Serbien) | Cariacica Publik: 3 521 Domare: Srđan Jovanović (Serbien) |

| 33          | 3 november 2019 | Kamerun | 0 – 2           | Spanien                            | Bezerrão                                            |                                                     |
| 17:00 UTC−3 | 17:00 UTC−3     |         | (0 – 2) Rapport | 21′ Jordi Escobar 42′ Moriba Ilaix | Gama Publik: 1 415 Domare: Adonai Escobedo (Mexiko) | Gama Publik: 1 415 Domare: Adonai Escobedo (Mexiko) |
| 17:00 UTC−3 | 17:00 UTC−3     |         |                 |                                    | Gama Publik: 1 415 Domare: Adonai Escobedo (Mexiko) | Gama Publik: 1 415 Domare: Adonai Escobedo (Mexiko) |
| 17:00 UTC−3 | 17:00 UTC−3     |         |                 |                                    | Gama Publik: 1 415 Domare: Adonai Escobedo (Mexiko) | Gama Publik: 1 415 Domare: Adonai Escobedo (Mexiko) |

| 34          | 3 november 2019 | Argentina                               | 3 – 1           | Tadzjikistan             | Estádio Kléber Andrade                                   |                                                          |
| 17:00 UTC−3 | 17:00 UTC−3     | Franco Orozco 38′, 78′ Matías Godoy 89′ | (1 – 0) Rapport | 81′ (str.) Rustam Soirov | Cariacica Publik: 3 419 Domare: Redouane Jiyed (Marocko) | Cariacica Publik: 3 419 Domare: Redouane Jiyed (Marocko) |
| 17:00 UTC−3 | 17:00 UTC−3     |                                         |                 |                          | Cariacica Publik: 3 419 Domare: Redouane Jiyed (Marocko) | Cariacica Publik: 3 419 Domare: Redouane Jiyed (Marocko) |
| 17:00 UTC−3 | 17:00 UTC−3     |                                         |                 |                          | Cariacica Publik: 3 419 Domare: Redouane Jiyed (Marocko) | Cariacica Publik: 3 419 Domare: Redouane Jiyed (Marocko) |

### Grupp F
| Nr | Lag          | S | V | O | F | GM | IM | MS  | P |
| -- | ------------ | - | - | - | - | -- | -- | --- | - |
| 1  | Paraguay     | 3 | 2 | 1 | 0 | 9  | 1  | +8  | 7 |
| 2  | Italien      | 3 | 2 | 0 | 1 | 8  | 3  | +5  | 6 |
| 3  | Mexiko       | 3 | 1 | 1 | 1 | 9  | 2  | +7  | 4 |
| 4  | Salomonöarna | 3 | 0 | 0 | 3 | 0  | 20 | −20 | 0 |

| 11          | 28 oktober 2019 | Salomonöarna | 0 – 5           | Italien                                                                                | Bezerrão                                          |                                                   |
| 17:00 UTC−3 | 17:00 UTC−3     |              | (0 – 3) Rapport | 24′, 34′ Wilfried Degnand Gnonto 29′ Nicolò Cudrig 75′ Franco Tongya 81′ Andrea Capone | Gama Publik: 859 Domare: Redouane Jiyed (Marocko) | Gama Publik: 859 Domare: Redouane Jiyed (Marocko) |
| 17:00 UTC−3 | 17:00 UTC−3     |              |                 |                                                                                        | Gama Publik: 859 Domare: Redouane Jiyed (Marocko) | Gama Publik: 859 Domare: Redouane Jiyed (Marocko) |
| 17:00 UTC−3 | 17:00 UTC−3     |              |                 |                                                                                        | Gama Publik: 859 Domare: Redouane Jiyed (Marocko) | Gama Publik: 859 Domare: Redouane Jiyed (Marocko) |

| 12          | 28 oktober 2019 | Paraguay | 0 – 0   | Mexiko | Bezerrão                                            |                                                     |
| 20:00 UTC−3 | 20:00 UTC−3     |          | Rapport |        | Gama Publik: 710 Domare: Georgi Kabakov (Bulgarien) | Gama Publik: 710 Domare: Georgi Kabakov (Bulgarien) |
| 20:00 UTC−3 | 20:00 UTC−3     |          |         |        | Gama Publik: 710 Domare: Georgi Kabakov (Bulgarien) | Gama Publik: 710 Domare: Georgi Kabakov (Bulgarien) |
| 20:00 UTC−3 | 20:00 UTC−3     |          |         |        | Gama Publik: 710 Domare: Georgi Kabakov (Bulgarien) | Gama Publik: 710 Domare: Georgi Kabakov (Bulgarien) |

| 23          | 31 oktober 2019 | Salomonöarna | 0 – 7           | Paraguay | Bezerrão                                          |                                                   |
| 17:00 UTC−3 | 17:00 UTC−3     |              | (0 – 2) Rapport | 3′ Junior Noguera 43′ Matías Segovia 65′, 89′ Diego Joel Torres 68′ Fernando Presentado 78′ Fabio Barrios 88′ Diego Duarte | Gama Publik: 571 Domare: Victor Gomes (Sydafrika) | Gama Publik: 571 Domare: Victor Gomes (Sydafrika) |
| 17:00 UTC−3 | 17:00 UTC−3     |              |                 | | Gama Publik: 571 Domare: Victor Gomes (Sydafrika) | Gama Publik: 571 Domare: Victor Gomes (Sydafrika) |
| 17:00 UTC−3 | 17:00 UTC−3     |              |                 | | Gama Publik: 571 Domare: Victor Gomes (Sydafrika) | Gama Publik: 571 Domare: Victor Gomes (Sydafrika) |

| 24          | 31 oktober 2019 | Mexiko               | 1 – 2           | Italien                                          | Bezerrão                                     |                                              |
| 20:00 UTC−3 | 20:00 UTC−3     | Efraín Álvarez 90+2′ | (0 – 0) Rapport | 74′ Wilfried Degnand Gnonto 90+4′ Iyenoma Udogie | Gama Publik: 1 611 Domare: Diego Haro (Peru) | Gama Publik: 1 611 Domare: Diego Haro (Peru) |
| 20:00 UTC−3 | 20:00 UTC−3     |                      |                 |                                                  | Gama Publik: 1 611 Domare: Diego Haro (Peru) | Gama Publik: 1 611 Domare: Diego Haro (Peru) |
| 20:00 UTC−3 | 20:00 UTC−3     |                      |                 |                                                  | Gama Publik: 1 611 Domare: Diego Haro (Peru) | Gama Publik: 1 611 Domare: Diego Haro (Peru) |

| 35          | 3 november 2019 | Mexiko                                                                                             | 8 – 0           | Salomonöarna | Estádio Kléber Andrade                                  |                                                         |
| 20:00 UTC−3 | 20:00 UTC−3     | Efraín Álvarez 2′, 63′ Alejandro Gómez 33′, 80′ Luis Puente 44′ Israel Luna 58′, 90′ Ali Ávila 72′ | (3 – 0) Rapport |              | Cariacica Publik: 1 916 Domare: Andrés Rojas (Colombia) | Cariacica Publik: 1 916 Domare: Andrés Rojas (Colombia) |
| 20:00 UTC−3 | 20:00 UTC−3     | |                 |              | Cariacica Publik: 1 916 Domare: Andrés Rojas (Colombia) | Cariacica Publik: 1 916 Domare: Andrés Rojas (Colombia) |
| 20:00 UTC−3 | 20:00 UTC−3     | |                 |              | Cariacica Publik: 1 916 Domare: Andrés Rojas (Colombia) | Cariacica Publik: 1 916 Domare: Andrés Rojas (Colombia) |

| 36          | 3 november 2019 | Italien           | 1 – 2           | Paraguay                             | Bezerrão                                         |                                                  |
| 20:00 UTC−3 | 20:00 UTC−3     | Lorenzo Pirola 3′ | (1 – 1) Rapport | 37′ Diego Duarte 52′ Júnior Quiñónez | Gama Publik: 824 Domare: Khamis Al-Marri (Qatar) | Gama Publik: 824 Domare: Khamis Al-Marri (Qatar) |
| 20:00 UTC−3 | 20:00 UTC−3     |                   |                 |                                      | Gama Publik: 824 Domare: Khamis Al-Marri (Qatar) | Gama Publik: 824 Domare: Khamis Al-Marri (Qatar) |
| 20:00 UTC−3 | 20:00 UTC−3     |                   |                 |                                      | Gama Publik: 824 Domare: Khamis Al-Marri (Qatar) | Gama Publik: 824 Domare: Khamis Al-Marri (Qatar) |

### Ranking av grupptreor
| Nr | Lag (grupp)       | S | V | O | F | GM | IM | MS | P |
| -- | ----------------- | - | - | - | - | -- | -- | -- | - |
| 1  | Mexiko (F)        | 3 | 1 | 1 | 1 | 9  | 2  | +7 | 4 |
| 2  | Australien (A)    | 3 | 1 | 0 | 2 | 5  | 5  | 0  | 3 |
| 3  | Chile (C)         | 3 | 1 | 0 | 2 | 5  | 6  | −1 | 3 |
| 4  | Nederländerna (D) | 3 | 1 | 0 | 2 | 5  | 6  | −1 | 3 |
| 5  | Nya Zeeland (B)   | 3 | 1 | 0 | 2 | 2  | 5  | −3 | 3 |
| 6  | Tadzjikistan (E)  | 3 | 1 | 0 | 2 | 3  | 8  | −5 | 3 |

## Slutspel

### Slutspelsträd
|  | Åttondelsfinaler | Åttondelsfinaler |               |       | Kvartsfinaler | Kvartsfinaler |  |  | Semifinaler | Semifinaler |  |  | Final | Final |
|  |                  |                  |               |       |               |               |  |  |             |             |  |  |       |       |
|  |                  |                  |               |       |               |               |  |  |             |             |  |  |       |       |
|  |                  |                  |               |       |               |               |  |  |             |             |  |  |       |       |
|  | Angola           | 0                |               |       |               |               |  |  |             |             |  |  |       |       |
|  | Angola           | 0                |               |       |               |               |  |  |             |             |  |  |       |       |
|  | Sydkorea         | 1                |               |       |               |               |  |  |             |             |  |  |       |       |
|  | Sydkorea         | 1                | Sydkorea      | 0     |               |               |  |  |             |             |  |  |       |       |
|  |                  |                  | Sydkorea      | 0     |               |               |  |  |             |             |  |  |       |       |
|  |                  | Mexiko           | 1             |       |               |               |  |  |             |             |  |  |       |       |
|  | Japan            | Mexiko           | 1             | 0     |               |               |  |  |             |             |  |  |       |       |
|  | Japan            |                  |               | 0     |               |               |  |  |             |             |  |  |       |       |
|  | Mexiko           | 2                |               |       |               |               |  |  |             |             |  |  |       |       |
|  | Mexiko           | 2                | Mexiko (str.) | 1 (4) |               |               |  |  |             |             |  |  |       |       |
|  |                  |                  | Mexiko (str.) | 1 (4) |               |               |  |  |             |             |  |  |       |       |
|  |                  | Nederländerna    | 1 (3)         |       |               |               |  |  |             |             |  |  |       |       |
|  | Nigeria          | Nederländerna    | 1 (3)         | 1     |               |               |  |  |             |             |  |  |       |       |
|  | Nigeria          |                  |               | 1     |               |               |  |  |             |             |  |  |       |       |
|  | Nederländerna    | 3                |               |       |               |               |  |  |             |             |  |  |       |       |
|  | Nederländerna    | 3                | Nederländerna | 4     |               |               |  |  |             |             |  |  |       |       |
|  |                  |                  | Nederländerna | 4     |               |               |  |  |             |             |  |  |       |       |
|  |                  | Paraguay         | 1             |       |               |               |  |  |             |             |  |  |       |       |
|  | Paraguay         | Paraguay         | 1             | 3     |               |               |  |  |             |             |  |  |       |       |
|  | Paraguay         |                  |               | 3     |               |               |  |  |             |             |  |  |       |       |
|  | Argentina        | 2                |               |       |               |               |  |  |             |             |  |  |       |       |
|  | Argentina        | 2                | Mexiko        | 1     |               |               |  |  |             |             |  |  |       |       |
|  |                  |                  | Mexiko        | 1     |               |               |  |  |             |             |  |  |       |       |
|  |                  | Brasilien        | 2             |       |               |               |  |  |             |             |  |  |       |       |
|  | Spanien          | Brasilien        | 2             | 2     |               |               |  |  |             |             |  |  |       |       |
|  | Spanien          |                  |               | 2     |               |               |  |  |             |             |  |  |       |       |
|  | Senegal          | 1                |               |       |               |               |  |  |             |             |  |  |       |       |
|  | Senegal          | 1                | Spanien       | 1     |               |               |  |  |             |             |  |  |       |       |
|  |                  |                  | Spanien       | 1     |               |               |  |  |             |             |  |  |       |       |
|  |                  | Frankrike        | 6             |       |               |               |  |  |             |             |  |  |       |       |
|  | Frankrike        | Frankrike        | 6             | 4     |               |               |  |  |             |             |  |  |       |       |
|  | Frankrike        |                  |               | 4     |               |               |  |  |             |             |  |  |       |       |
|  | Australien       | 0                |               |       |               |               |  |  |             |             |  |  |       |       |
|  | Australien       | 0                | Frankrike     | 2     |               |               |  |  |             |             |  |  |       |       |
|  |                  |                  | Frankrike     | 2     |               |               |  |  |             |             |  |  |       |       |
|  |                  | Brasilien        | 3             |       | Bronsmatch    | Bronsmatch    |  |  |             |             |  |  |       |       |
|  | Ecuador          | Brasilien        | 3             | 0     | Bronsmatch    | Bronsmatch    |  |  |             |             |  |  |       |       |
|  | Ecuador          |                  |               | 0     |               |               |  |  |             |             |  |  |       |       |
|  | Italien          | 1                |               |       |               |               |  |  |             |             |  |  |       |       |
|  | Italien          | 1                | Italien       | 0     | Nederländerna | 1             |  |  |             |             |  |  |       |       |
|  |                  |                  | Italien       | 0     | Nederländerna | 1             |  |  |             |             |  |  |       |       |
|  |                  | Brasilien        | 2             |       | Frankrike     | 3             |  |  |             |             |  |  |       |       |
|  | Brasilien        | Brasilien        | 2             | 3     | Frankrike     | 3             |  |  |             |             |  |  |       |       |
|  | Brasilien        |                  |               | 3     |               |               |  |  |             |             |  |  |       |       |
|  | Chile            | 2                |               |       |               |               |  |  |             |             |  |  |       |       |
|  | Chile            | 2                |               |       |               |               |  |  |             |             |  |  |       |       |

### Åttondelsfinaler
| 37          | 5 november 2019 | Angola | 0 – 1           | Sydkorea         | Estádio Olímpico                                      |                                                       |
| 16:30 UTC−3 | 16:30 UTC−3     |        | (0 – 1) Rapport | 33′ Choi Min-seo | Goiânia Publik: 390 Domare: Srđan Jovanović (Serbien) | Goiânia Publik: 390 Domare: Srđan Jovanović (Serbien) |
| 16:30 UTC−3 | 16:30 UTC−3     |        |                 |                  | Goiânia Publik: 390 Domare: Srđan Jovanović (Serbien) | Goiânia Publik: 390 Domare: Srđan Jovanović (Serbien) |
| 16:30 UTC−3 | 16:30 UTC−3     |        |                 |                  | Goiânia Publik: 390 Domare: Srđan Jovanović (Serbien) | Goiânia Publik: 390 Domare: Srđan Jovanović (Serbien) |

| 38          | 5 november 2019 | Nigeria               | 1 – 3           | Nederländerna                     | Estádio Olímpico                                                   |                                                                    |
| 20:00 UTC−3 | 20:00 UTC−3     | Olakunle Olusegun 12′ | (1 – 2) Rapport | 4′, 15′, 80′ (str.) Sontje Hansen | Goiânia Publik: 664 Domare: Mario Alberto Escobar Toca (Guatemala) | Goiânia Publik: 664 Domare: Mario Alberto Escobar Toca (Guatemala) |
| 20:00 UTC−3 | 20:00 UTC−3     |                       |                 |                                   | Goiânia Publik: 664 Domare: Mario Alberto Escobar Toca (Guatemala) | Goiânia Publik: 664 Domare: Mario Alberto Escobar Toca (Guatemala) |
| 20:00 UTC−3 | 20:00 UTC−3     |                       |                 |                                   | Goiânia Publik: 664 Domare: Mario Alberto Escobar Toca (Guatemala) | Goiânia Publik: 664 Domare: Mario Alberto Escobar Toca (Guatemala) |

| 39          | 6 november 2019 | Spanien                               | 2 – 1           | Senegal             | Estádio da Serrinha                                      |                                                          |
| 16:30 UTC−3 | 16:30 UTC−3     | Roberto Navarro 27′ Germán Valera 59′ | (1 – 0) Rapport | 85′ Souleymane Faye | Goiânia Publik: 483 Domare: Guillermo Guerrero (Ecuador) | Goiânia Publik: 483 Domare: Guillermo Guerrero (Ecuador) |
| 16:30 UTC−3 | 16:30 UTC−3     |                                       |                 |                     | Goiânia Publik: 483 Domare: Guillermo Guerrero (Ecuador) | Goiânia Publik: 483 Domare: Guillermo Guerrero (Ecuador) |
| 16:30 UTC−3 | 16:30 UTC−3     |                                       |                 |                     | Goiânia Publik: 483 Domare: Guillermo Guerrero (Ecuador) | Goiânia Publik: 483 Domare: Guillermo Guerrero (Ecuador) |

| 40          | 6 november 2019 | Japan | 0 – 2           | Mexiko                                 | Bezerrão                                             |                                                      |
| 16:30 UTC−3 | 16:30 UTC−3     |       | (0 – 0) Rapport | 57′ Eugenio Pizzuto 74′ Santiago Muñóz | Gama Publik: 545 Domare: Amin Mohamed Omar (Egypten) | Gama Publik: 545 Domare: Amin Mohamed Omar (Egypten) |
| 16:30 UTC−3 | 16:30 UTC−3     |       |                 |                                        | Gama Publik: 545 Domare: Amin Mohamed Omar (Egypten) | Gama Publik: 545 Domare: Amin Mohamed Omar (Egypten) |
| 16:30 UTC−3 | 16:30 UTC−3     |       |                 |                                        | Gama Publik: 545 Domare: Amin Mohamed Omar (Egypten) | Gama Publik: 545 Domare: Amin Mohamed Omar (Egypten) |

| 41          | 6 november 2019 | Brasilien                                        | 3 – 2           | Chile              | Bezerrão                                                |                                                         |
| 20:00 UTC−3 | 20:00 UTC−3     | Kaio Jorge 8′, 45+2′ (str.) Diego Silva Rosa 65′ | (2 – 2) Rapport | 25′, 41′ Joan Cruz | Gama Publik: 12 534 Domare: Andris Treimanis (Lettland) | Gama Publik: 12 534 Domare: Andris Treimanis (Lettland) |
| 20:00 UTC−3 | 20:00 UTC−3     |                                                  |                 |                    | Gama Publik: 12 534 Domare: Andris Treimanis (Lettland) | Gama Publik: 12 534 Domare: Andris Treimanis (Lettland) |
| 20:00 UTC−3 | 20:00 UTC−3     |                                                  |                 |                    | Gama Publik: 12 534 Domare: Andris Treimanis (Lettland) | Gama Publik: 12 534 Domare: Andris Treimanis (Lettland) |

| 42          | 6 november 2019 | Frankrike                                    | 4 – 0           | Australien | Estádio da Serrinha                                     |                                                         |
| 20:00 UTC−3 | 20:00 UTC−3     | Nathanaël Mbuku 6′, 74′, 82′ Enzo Millot 87′ | (1 – 0) Rapport |            | Goiânia Publik: 814 Domare: Claudia Umpiérrez (Uruguay) | Goiânia Publik: 814 Domare: Claudia Umpiérrez (Uruguay) |
| 20:00 UTC−3 | 20:00 UTC−3     |                                              |                 |            | Goiânia Publik: 814 Domare: Claudia Umpiérrez (Uruguay) | Goiânia Publik: 814 Domare: Claudia Umpiérrez (Uruguay) |
| 20:00 UTC−3 | 20:00 UTC−3     |                                              |                 |            | Goiânia Publik: 814 Domare: Claudia Umpiérrez (Uruguay) | Goiânia Publik: 814 Domare: Claudia Umpiérrez (Uruguay) |

| 43          | 7 november 2019 | Ecuador | 0 – 1           | Italien                   | Estádio Kléber Andrade                                   |                                                          |
| 16:30 UTC−3 | 16:30 UTC−3     |         | (0 – 0) Rapport | 76′ Gaetano Pio Oristanio | Cariacica Publik: 2 014 Domare: Chris Beath (Australien) | Cariacica Publik: 2 014 Domare: Chris Beath (Australien) |
| 16:30 UTC−3 | 16:30 UTC−3     |         |                 |                           | Cariacica Publik: 2 014 Domare: Chris Beath (Australien) | Cariacica Publik: 2 014 Domare: Chris Beath (Australien) |
| 16:30 UTC−3 | 16:30 UTC−3     |         |                 |                           | Cariacica Publik: 2 014 Domare: Chris Beath (Australien) | Cariacica Publik: 2 014 Domare: Chris Beath (Australien) |

| 44          | 7 november 2019 | Paraguay                                                       | 3 – 2           | Argentina                              | Estádio Kléber Andrade                                     |                                                            |
| 20:00 UTC−3 | 20:00 UTC−3     | Lautaro Cano 58′ (sjm.) Diego Joel Torres 73′ Diego Duarte 86′ | (0 – 1) Rapport | 27′ Exequiel Zeballos 42′ Matías Godoy | Cariacica Publik: 3 957 Domare: Georgi Kabakov (Bulgarien) | Cariacica Publik: 3 957 Domare: Georgi Kabakov (Bulgarien) |
| 20:00 UTC−3 | 20:00 UTC−3     |                                                                |                 |                                        | Cariacica Publik: 3 957 Domare: Georgi Kabakov (Bulgarien) | Cariacica Publik: 3 957 Domare: Georgi Kabakov (Bulgarien) |
| 20:00 UTC−3 | 20:00 UTC−3     |                                                                |                 |                                        | Cariacica Publik: 3 957 Domare: Georgi Kabakov (Bulgarien) | Cariacica Publik: 3 957 Domare: Georgi Kabakov (Bulgarien) |

### Kvartsfinaler
| 45          | 10 november 2019 | Nederländerna                                                         | 4 – 0           | Paraguay | Estádio Kléber Andrade                                  |                                                         |
| 16:30 UTC−3 | 16:30 UTC−3      | Ki-Jana Hoever 30′ Sontje Hansen 40′ Jayden Braaf 78′ Naci Ünüvar 86′ | (2 – 0) Rapport |          | Cariacica Publik: 5 882 Domare: Khamis Al-Marri (Qatar) | Cariacica Publik: 5 882 Domare: Khamis Al-Marri (Qatar) |
| 16:30 UTC−3 | 16:30 UTC−3      |                                                                       |                 |          | Cariacica Publik: 5 882 Domare: Khamis Al-Marri (Qatar) | Cariacica Publik: 5 882 Domare: Khamis Al-Marri (Qatar) |
| 16:30 UTC−3 | 16:30 UTC−3      |                                                                       |                 |          | Cariacica Publik: 5 882 Domare: Khamis Al-Marri (Qatar) | Cariacica Publik: 5 882 Domare: Khamis Al-Marri (Qatar) |

| 46          | 10 november 2019 | Sydkorea | 0 – 1           | Mexiko        | Estádio Kléber Andrade                            |                                                   |
| 20:00 UTC−3 | 20:00 UTC−3      |          | (0 – 0) Rapport | 77′ Ali Ávila | Cariacica Publik: 5 087 Domare: Diego Haro (Peru) | Cariacica Publik: 5 087 Domare: Diego Haro (Peru) |
| 20:00 UTC−3 | 20:00 UTC−3      |          |                 |               | Cariacica Publik: 5 087 Domare: Diego Haro (Peru) | Cariacica Publik: 5 087 Domare: Diego Haro (Peru) |
| 20:00 UTC−3 | 20:00 UTC−3      |          |                 |               | Cariacica Publik: 5 087 Domare: Diego Haro (Peru) | Cariacica Publik: 5 087 Domare: Diego Haro (Peru) |

| 47          | 11 november 2019 | Spanien          | 1 – 6           | Frankrike | Estádio Olímpico                                       |                                                        |
| 16:30 UTC−3 | 16:30 UTC−3      | Germán Valera 9′ | (1 – 2) Rapport | 21′ Tanguy Kouassi 36′ Nathanaël Mbuku 46′ Isaac Lihadji 54′ Timothée Pembele 59′ Georginio Rutter 90+3′ Adil Aouchiche | Goiânia Publik: 1 049 Domare: István Kovács (Rumänien) | Goiânia Publik: 1 049 Domare: István Kovács (Rumänien) |
| 16:30 UTC−3 | 16:30 UTC−3      |                  |                 | | Goiânia Publik: 1 049 Domare: István Kovács (Rumänien) | Goiânia Publik: 1 049 Domare: István Kovács (Rumänien) |
| 16:30 UTC−3 | 16:30 UTC−3      |                  |                 | | Goiânia Publik: 1 049 Domare: István Kovács (Rumänien) | Goiânia Publik: 1 049 Domare: István Kovács (Rumänien) |

| 48          | 11 november 2019 | Italien | 0 – 2           | Brasilien                                 | Estádio Olímpico                                       |                                                        |
| 20:00 UTC−3 | 20:00 UTC−3      |         | (0 – 2) Rapport | 6′ Patryck Lanza dos Reis 40′ João Peglow | Goiânia Publik: 8 743 Domare: Adonai Escobedo (Mexiko) | Goiânia Publik: 8 743 Domare: Adonai Escobedo (Mexiko) |
| 20:00 UTC−3 | 20:00 UTC−3      |         |                 |                                           | Goiânia Publik: 8 743 Domare: Adonai Escobedo (Mexiko) | Goiânia Publik: 8 743 Domare: Adonai Escobedo (Mexiko) |
| 20:00 UTC−3 | 20:00 UTC−3      |         |                 |                                           | Goiânia Publik: 8 743 Domare: Adonai Escobedo (Mexiko) | Goiânia Publik: 8 743 Domare: Adonai Escobedo (Mexiko) |

### Semifinaler
| 49          | 14 november 2019 | Mexiko                                                                                 | 1 – 1                      | Nederländerna                                                                    | Bezerrão                                                |                                                         |
| 16:30 UTC−3 | 16:30 UTC−3      | Efraín Álvarez 79′                                                                     | (0 – 0) Rapport            | 74′ (sjm.) Santiago Muñóz                                                        | Gama Publik: 1 122 Domare: Guillermo Guerrero (Ecuador) | Gama Publik: 1 122 Domare: Guillermo Guerrero (Ecuador) |
| 16:30 UTC−3 | 16:30 UTC−3      |                                                                                        |                            |                                                                                  | Gama Publik: 1 122 Domare: Guillermo Guerrero (Ecuador) | Gama Publik: 1 122 Domare: Guillermo Guerrero (Ecuador) |
| 16:30 UTC−3 | 16:30 UTC−3      | Efraín Álvarez Santiago Muñóz Alejandro Gómez Eugenio Pizzuto Joel Gómez Víctor Guzmán | Straffsparksläggning 4 – 3 | Ian Maatsen Naci Ünüvar Mohamed Taabouni Jayden Braaf Sontje Hansen Youri Regeer | Gama Publik: 1 122 Domare: Guillermo Guerrero (Ecuador) | Gama Publik: 1 122 Domare: Guillermo Guerrero (Ecuador) |

| 50          | 14 november 2019 | Frankrike                                | 2 – 3           | Brasilien                                                    | Bezerrão                                              |                                                       |
| 20:00 UTC−3 | 20:00 UTC−3      | Arnaud Kalimuendo 7′ Nathanaël Mbuku 13′ | (2 – 0) Rapport | 62′ Kaio Jorge 76′ Gabriel Veron 89′ Lázaro Vinícius Marques | Gama Publik: 13 587 Domare: Iván Barton (El Salvador) | Gama Publik: 13 587 Domare: Iván Barton (El Salvador) |
| 20:00 UTC−3 | 20:00 UTC−3      |                                          |                 |                                                              | Gama Publik: 13 587 Domare: Iván Barton (El Salvador) | Gama Publik: 13 587 Domare: Iván Barton (El Salvador) |
| 20:00 UTC−3 | 20:00 UTC−3      |                                          |                 |                                                              | Gama Publik: 13 587 Domare: Iván Barton (El Salvador) | Gama Publik: 13 587 Domare: Iván Barton (El Salvador) |

### Bronsmatch
| 51          | 17 november 2019 | Nederländerna        | 1 – 3           | Frankrike                       | Bezerrão                                            |                                                     |
| 15:00 UTC−3 | 15:00 UTC−3      | Mohamed Taabouni 15′ | (1 – 1) Rapport | 22′, 54′, 62′ Arnaud Kalimuendo | Gama Publik: 1 232 Domare: Andreas Ekberg (Sverige) | Gama Publik: 1 232 Domare: Andreas Ekberg (Sverige) |
| 15:00 UTC−3 | 15:00 UTC−3      |                      |                 |                                 | Gama Publik: 1 232 Domare: Andreas Ekberg (Sverige) | Gama Publik: 1 232 Domare: Andreas Ekberg (Sverige) |
| 15:00 UTC−3 | 15:00 UTC−3      |                      |                 |                                 | Gama Publik: 1 232 Domare: Andreas Ekberg (Sverige) | Gama Publik: 1 232 Domare: Andreas Ekberg (Sverige) |

### Final
| 52          | 17 november 2019 | Mexiko             | 1 – 2           | Brasilien                                           | Bezerrão                                                |                                                         |
| 19:00 UTC−3 | 19:00 UTC−3      | Bryan González 66′ | (0 – 0) Rapport | 84′ (str.) Kaio Jorge 90+3′ Lázaro Vinícius Marques | Gama Publik: 13 843 Domare: Andris Treimanis (Lettland) | Gama Publik: 13 843 Domare: Andris Treimanis (Lettland) |
| 19:00 UTC−3 | 19:00 UTC−3      |                    |                 |                                                     | Gama Publik: 13 843 Domare: Andris Treimanis (Lettland) | Gama Publik: 13 843 Domare: Andris Treimanis (Lettland) |
| 19:00 UTC−3 | 19:00 UTC−3      |                    |                 |                                                     | Gama Publik: 13 843 Domare: Andris Treimanis (Lettland) | Gama Publik: 13 843 Domare: Andris Treimanis (Lettland) |